# Japans Grand Prix 1976
Japans Grand Prix 1976, officiellt XI Japanese Grand Prix, var ett Formel 1-lopp som kördes 24 oktober 1976 på Fuji International Speedway Fuji i Shizuoka i Japan. Loppet var det sista av sammanlagt sexton deltävlingar ingående i Formel 1-säsongen 1976 och kördes över 73 varv. Detta var Japans och asiens första formel 1-grand prix.
Under tävlingsdagen var det extremt dåligt väder. Starten skedde i regn och dimma. Loppet flyttades i etapper fram 1 timme och 39 minuter, i hopp om att regnet skulle avta. Starten hade föregåtts av häftiga diskussioner huruvida man skulle köra loppet eller inte. I slutänden beslutade tävlingsledningen att loppet skall köras. En del förare, inklusive VM-ledande Niki Lauda, ogillade beslutet. Lauda bröt medvetet loppet genom att på första varvet åka in i depån och parkera bilen.
Inför Japans GP ledde Lauda förarmästerskapet med 3 poäng före James Hunt. I och med att Niki Lauda brutit loppet behövde Hunt komma sämst fyra i loppet för att säkra förartiteln. Loppet vanns av Lotusföraren Mario Andretti som tog sin andra F1-seger i karriären. Tvåa blev Patrick Depailler och trea i loppet var James Hunt som därmed tog hem VM-titeln.

## Resultat
| Pos.    | Nr. | Förare             | Konstruktör        | Däck | Varv | Tid/Bröt     | Grid | Poäng |
| ------- | --- | ------------------ | ------------------ | ---- | ---- | ------------ | ---- | ----- |
| 1       | 5   | Mario Andretti     | Lotus-Ford         | G    | 73   | 1:43.58,860  | 1    | 9     |
| 2       | 4   | Patrick Depailler  | Tyrell-Ford        | G    | 72   | +1 varv      | 13   | 6     |
| 3       | 11  | James Hunt         | McLaren-Ford       | G    | 72   | +1 varv      | 2    | 4     |
| 4       | 19  | Alan Jones         | Surtees-Ford       | G    | 72   | +1 varv      | 20   | 3     |
| 5       | 2   | Clay Regazzoni     | Ferrari            | G    | 72   | +1 varv      | 7    | 2     |
| 6       | 6   | Gunnar Nilsson     | Lotus-Ford         | G    | 72   | +1 varv      | 16   | 1     |
| 7       | 26  | Jacques Laffite    | Ligier-Matra       | G    | 72   | +1 varv      | 11   |       |
| 8       | 24  | Harald Ertl        | Hesketh-Ford       | G    | 72   | +1 varv      | 22   |       |
| 9       | 18  | Noritake Takahara  | Surtees-Ford       | G    | 70   | +3 varv      | 24   |       |
| 10      | 17  | Jean-Pierre Jarier | Shadow-Ford        | G    | 69   | +4 varv      | 15   |       |
| 11      | 51  | Masahiro Hasemi    | Kojima-Ford        | D    | 66   | +7 varv      | 10   |       |
| 12      | 3   | Jody Scheckter     | Tyrrell-Ford       | G    | 58   | Överhettning | 5    |       |
| 13      | 21  | Hans Binder        | Wolf-Williams-Ford | G    | 49   | Hjul         | 25   |       |
| 14      | 16  | Tom Pryce          | Shadow-Ford        | G    | 46   | Motor        | 14   |       |
| 15      | 9   | Vittorio Brambilla | March-Ford         | G    | 38   | Elsystem     | 8    |       |
| 16      | 34  | Hans-Joachim Stuck | March-Ford         | G    | 37   | Elsystem     | 18   |       |
| 17      | 12  | Jochen Mass        | McLaren-Ford       | G    | 35   | Olycka       | 12   |       |
| 18      | 28  | John Watson        | Penske-Ford        | G    | 33   | Motor        | 4    |       |
| 19      | 52  | Kazuyoshi Hoshino  | Tyrrell-Ford       | B    | 27   | Däck         | 21   |       |
| 20      | 20  | Arturo Merzario    | Wolf-Williams-Ford | G    | 23   | Växellåda    | 19   |       |
| 21      | 30  | Emerson Fittipaldi | Fittipaldi-Ford    | G    | 9    | Drog sig ura | 23   |       |
| 22      | 8   | Carlos Pace        | Brabham-Alfa Romeo | G    | 9    | Drog sig ura | 6    |       |
| 23      | 1   | Niki Lauda         | Ferrari            | G    | 2    | Drog sig ura | 3    |       |
| 24      | 7   | Larry Perkins      | Brabham-Alfa Romeo | G    | 1    | Drog sig ura | 17   |       |
| 25      | 10  | Ronnie Peterson    | March-Ford         | G    | 0    | Motor        | 9    |       |
| DNS     | 21  | Masami Kuwashima   | Wolf-Williams-Ford | G    | –    | –            | –    |       |
| DNQ     | 54  | Tony Trimmer       | Maki-Ford          | G    | –    | –            | –    |       |
| Källor: |     |                    |                    |      |      |              |      |       |

- ^a  – Larry Perkins, Carlos Pace, Niki Lauda och Emerson Fittipaldi tog beslutet att det var för riskabelt att köra i det extremt dåliga vädret.[7][8]